# Armand Maillard
Armand Maillard (ur. 18 czerwca 1943 w Offroicourt) – francuski duchowny katolicki, arcybiskup Bourges w latach 2007–2018.

## Życiorys

### Prezbiterat
Święcenia kapłańskie otrzymał 28 czerwca 1970 i został inkardynowany do diecezji Saint-Dié. Był m.in. dyrektorem kurialnego wydziału ds. katechezy oraz wikariuszem biskupim.

### Episkopat
2 sierpnia 1996 został mianowany biskupem diecezji Laval. Sakry biskupiej udzielił mu 5 października 1996 kardynał Louis-Marie Billé. 
11 września 2007 papież Benedykt XVI mianował go arcybiskupem Bourges. 25 lipca 2018 papież Franciszek przyjął jego rezygnację z urzędu.